# 尼克·贝顿
尼克·贝顿（英語：Nick Beighton，1981年9月29日—），英国男子皮划艇、赛艇运动员。他曾代表英国参加2012年和2016年夏季残疾人奥林匹克运动会，其中2016年夏季残奥会获得一枚铜牌。